# شوترتوف
شهر شوترتوف (به آلمانی: Schüttorf) در ایالت نیدرزاکسن در کشور آلمان واقع شده‌است.